# Hạ Germania
Hạ Germania là một tỉnh hành chính của La-mã cổ đại, nằm bên bờ trái sông Rhine, nơi ngày nay nằm trong lãnh thổ Luxembourg, miền nam Hà Lan, một phần lãnh thổ của Bỉ, và phần lãnh thổ của bang Nordrhein-Westfalen (CHLB Đức) ở bờ trái sông Rhine.
Các khu dân cư tập trung ở dây bao gồm thành Vetera (Castra Vetera), thành Colonia Ulpia Traiana (Cả hai đều gần thị trấn Xanten), thành Coriovallum (thành phố Heerlen ngày nay), thành Albaniana (thị xã Alphen aan den Rijn ngày nay), thành Lugdunum Batavorum (thị xã Katwijk ngày nay), thành Forum Hadriani (thành phố Voorburg ngày nay), thành Ulpia Noviomagus Batavorum (thành phố Nijmegen ngày nay), thành Traiectum (thành phố Utrecht ngày nay), thành Atuatuca Tungrorum (thành phố Tongeren ngày nay), thành Bona (thành phố Bonn ngày nay), và thành Colonia Agrippinensis (thành phố Köln ngày nay) - thủ phủ của tỉnh Hạ Germania.
Quân đội ở Hạ Germania, tập đoàn quân Exercitus Germania Inferior (viết tắt là EX.GER.INF.), gồm nhiều Quân đoàn Chủ lực trong phiên chế, trong đó Legio I Minervia và Legio XXX Ulpia Victrix nằm trong phiên chế lâu nhất. Thuyền đội Classis Germanica của Hải quân La-mã, cũng nằm trong phiên chế của EX.GER.INF., với nhiệm vụ tuần tra sông Rhine và bờ biển Bắc Hải, đặt bản doanh ở thành Castra Vetera và sau này là thủ phủ Colonia Agrippinensis.
Cuộc xung đột đầu tiên giữa Quân đội La Mã và các bộ tộc Hạ Germania xảy ra trong cuộc Chiến tranh Chinh phục xứ Gauls của Julius Caesar. Quân của Caesar xâm chiếm vùng đất này năm 57 TCN và trong ba năm sau đó đã tiêu diệt một số bộ tộc, bao gồm các bộ tộc Eburones và Menapii mà Caesar gọi là "người Đức", nhưng có lẽ là người Celt hoặc ít nhất là lai Celt-Đức. Người Đức gia tăng ảnh hưởng của họ trong giai đoạn bị người La-mã chiếm đóng, dẫn đến việc toàn bộ các tộc người Celt trong khu vực bị đồng hóa.
Hạ Germania từ khoảng năm 50 TCN đã có các khu định cư của người La-mã. và là đầu tiên là một phần của tỉnh Gallia Belgica, sau này được tách ra thành một tỉnh độc lập vào năm 90 SCN. Nó nằm ở phía bắc tỉnh Thượng Germania, hai tỉnh này tạo thành xứ Germania. từ "inferior" dùng để chỉ vị trí địa hình thấp hơn của tỉnh so với Thượng Germania.
Sau khi bị người La-mã từ bỏ, vùng đất này trở thành trung tâm lãnh thổ của vương quốc Francia của người Frank.